# Shah Muhammed Rais
Shah Muhammed Rais, född 4 april 1954, var en bokhandlare i Kabul, som skrev Trolltalks, som ett svar på "Bokhandlaren i Kabul" av Åsne Seierstad, som handlar om honom. 